# Das alte Försterhaus (Lied)
Das alte Försterhaus ist ein von Walter Brandin getextetes Lied, zu dem Rudi Stemmler die Musik komponierte.
Das Lied war ursprünglich als Scherz gedacht: Eine „Super-Schnulze“ sollte alle Klischees der deutschen Volksmusik und des deutschen Schlagers in sich vereinen. Der Musikverleger August Seith sah in dem Lied jedoch das Potential für eine ernsthafte Veröffentlichung. 1954 veröffentlichten sowohl Friedel Hensch und die Cyprys das Lied als auch das Rodgers-Duo. Beide Versionen konnten sich in der Hitparade der Zeitschrift „Der Automatenmarkt“ platzierten, mit dem die Einsätze an den Musikboxen gezählt wurden. Bis zum Sommer 1956 wurden eine halbe Million Schallplatten verkauft, insgesamt wurden allein von der Friedel-Hensch-Version fast eine Million Platten verkauft.
Das Lied wurde von den Peheiros parodiert. Der Text dazu stammte von Hans Hee in starker Anlehnung an das Original. Es folgte ein Rechtsstreit, wem die Texterhonorare für die Parodie zustanden.